# Рейган-е Олія
Рейган-е Олія (перс. ريحان عليا) — село в Ірані, у дегестані Ростак, в Центральному бахші, шагрестані Хомейн остану Марказі. За даними перепису 2006 року, його населення становило 457 осіб, що проживали у складі 124 сімей.

## Клімат
Середня річна температура становить 13,01°C, середня максимальна – 32,13°C, а середня мінімальна – -8,62°C. Середня річна кількість опадів – 215 мм.
| Клімат поселення                              | Клімат поселення | Клімат поселення | Клімат поселення | Клімат поселення | Клімат поселення | Клімат поселення | Клімат поселення | Клімат поселення | Клімат поселення | Клімат поселення | Клімат поселення | Клімат поселення | Клімат поселення |
| Показник                                      | Січ.             | Лют.             | Бер.             | Квіт.            | Трав.            | Черв.            | Лип.             | Серп.            | Вер.             | Жовт.            | Лист.            | Груд.            |                  |
| Середній максимум, °C                         | 9,47             | 11,09            | 15,78            | 19,54            | 24,45            | 31,26            | 32,13            | 31,42            | 27,46            | 21,46            | 15,53            | 9,40             |                  |
| Середня температура, °C                       | 0,43             | 2,04             | 6,73             | 10,48            | 15,41            | 22,22            | 25,69            | 25,00            | 21,04            | 15,04            | 9,12             | 2,99             |                  |
| Середній мінімум, °C                          | −8,62            | −7,01            | −2,32            | 1,44             | 6,34             | 13,17            | 19,27            | 18,58            | 14,63            | 8,61             | 2,69             | −3,44            |                  |
| Норма опадів, мм                              | 37               | 34               | 38               | 25               | 16               | 2                | 2                | 1                | 1                | 7                | 22               | 30               |                  |
| Середньомісячна швидкість вітру, м/с          | 1.34             | 2.02             | 2.69             | 2.90             | 3.05             | 2.54             | 2.58             | 2.40             | 2.22             | 2.20             | 1.83             | 1.59             |                  |
| Середньомісячна сонячна радіація, кДж/м²·день | 9799             | 13034            | 15541            | 18751            | 22424            | 26660            | 25585            | 24306            | 21503            | 16056            | 11365            | 9351             |                  |
| --------------------------------------------- | ---------------- | ---------------- | ---------------- | ---------------- | ---------------- | ---------------- | ---------------- | ---------------- | ---------------- | ---------------- | ---------------- | ---------------- | ---------------- |
| Джерело:                                      |                  |                  |                  |                  |                  |                  |                  |                  |                  |                  |                  |                  |                  |